# AEK BC
AEK Ateny gr. Αθλητική Ένωσις Κωνσταντινουπόλεως – Athlitiki Enosis Konstantinoupoleos (tłum. Sportowa Unia Konstantynopola) – grecki zawodowy klub koszykarski z siedzibą w Atenach. W 1924 roku klub założyli uchodźcy z Konstantynopola (dziś Stambuł), w wyniku wojny grecko-tureckiej (1919-1922).

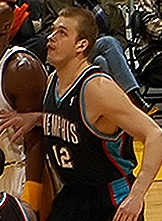
Jake Tsakalidis w latach 1998–1900 grał w AEK, potem trafił do NBA. na zdj. w barwach Memphis Grizzlies

Do najbardziej znanych zawodników, którzy przywdziewali barwy żółto-czarnych należą: Kurt Rambis (1980-81), Rolando Blackman (1994-95), Michalis Kakiouzis (1995-02), Ruben Patterson (1998), Joe Arlauckas (1998-99), Iavokos Tsakalidis (1998-00), Dimos Dikoudis (1998-03), Martin Müürsepp (1999-01), Jon Robert Holden (2000-01), İbrahim Kutluay (2000-01) czy Arijan Komazec (2001).
Trenerem byli natomiast Dušan Ivković i Krešimir Ćosić.

## Sukcesy
- 8-krotny mistrz Grecji w latach 1958, 1963-66, 1968, 1970, 2002
- 4-krotny zdobywca Pucharu Grecji w latach 1981, 2000-01, 2018
- 8-krotny finalista mistrzostw Grecji w latach 1955, 1967, 1969, 1971, 1974, 1997, 2003, 2005
- 7-krotny finalista Pucharu Grecji w latach 1976, 1978, 1980, 1988, 1992, 1998-99
- Liga Mistrzów FIBA (1) 2018
- 2-krotny zdobywca Pucharu Saporty w latach 1968 i 2000
- finalista Euroligi w 1998 roku